# Alpheratz
Alpheratz (Alfa Andromedae) eller Sirrah är den ljusaste stjärnan i stjärnbilden Andromeda. Den har en magnitud på +2,06 och ligger på ungefär 97 ljusårs avstånd. Alpheratz är dubbelstjärna och som sådan en roterande variabel av typen Alfa2 Canum Venaticorum-variabel med amplituden 0,04 och perioden 0,966222 dygn.
Stjärnan är belägen omedelbart nordost om stjärnbilden Pegasus och bildar det nordöstra hörnet i Kvadraten i Pegasus. Fastän den för ett naket öga ter sig som en enstaka stjärna, är den i själva verket ett binärt system som består av två stjärnor i tätt omlopp. Den ljusaste stjärnans kemiska sammansättning är ovanlig. Dess atmosfär innehåller abnormt höga nivåer av kvicksilver, mangan och andra grundämnen som gallium och xenon. Den är den ljusaste kända kvicksilver-mangan-stjärnan.

## Observationsobjekt
α Andromedae behandlades under lång tid som belägen i Pegasus men samtidigt även i Andromeda och Johann Bayer katalogiserade den som såväl α Andromedae som δ Pegasi. Stjärnans läge i skyn visas på kartbilden. Den kan ses med obeväpnat öga och är teoretiskt synlig på alla latituder norr om 60° S. Designationen som Delta Pegasi ströks 1930.